# Louis Ganne
Gustave Louis Ganne (Buxières-les-Mines, 5 aprile 1862 – Parigi, 13 luglio 1923) è stato un compositore e direttore d'orchestra francese.

## Biografia
Gustave Louis Ganne è nato a Buxières-les-Mines  il 5 aprile 1862. È cresciuto a Issy-les-Moulineaux ed è stato educato a Saint-Nicolas d’Issy dal 1869 al 1877. Dopo gli studi presso il Conservatorio Nazionale di Parigi sotto la guida, tra gli altri, di Massenet, consegue un primo premio nella classe di armonia nel 1881. Louis Ganne si vede attribuire anche un secondo premio d'organo nella classe di César Franck. Si rende famoso componendo la musica dell'operetta Les Saltimbanques nel 1899. Ormai direttore d'orchestra, comporrà numerose operette, musiche per balletto, marce militari e canzoni popolari. Fonda l'Orchestra di Monte-Carlo nel 1905.
È presidente della SACEM nel 1907.
Nel 1914, è nominato Cavaliere della Legion d'onore.
Morto a Parigi, il 13 luglio 1923, viene seppellito al Cimitero parigino di Saint-Ouen (93).

## Alcune opere
Canzoni
- La Marche lorraine, parole di  Jules Jouy e Octave Pradels (1842-1930)
- Le Père la Victoire, parole di Lucien Delormel e Léon Garnier

Operette
- I Saltimbanchi, libretto di Maurice Ordonneau, 1899
- Hans, il suonatore di flauto, operetta su libretto di Maurice Vaucaire e Georges Mitchell, 1906

Musica strumentale
- Andante e Scherzo per flauto e piano
- Le Chant du pâtre, pastorale per clarinetto e piano, 1893
- Echo lointain, rêverie per clarinette e piano, 1888
- Le Val fleuri, melodia per sassofono alto e piano, 1888
- Vieille chanson, fantaisie-gavotte per corno (o tromba) e piano, 1888
- Marche nuptiale per organo, 1898
- Marche nuptiale per organo, arrangiamento per quintetto di ottoni di Jean-Louis Couturier, 2012